# アンコール航空

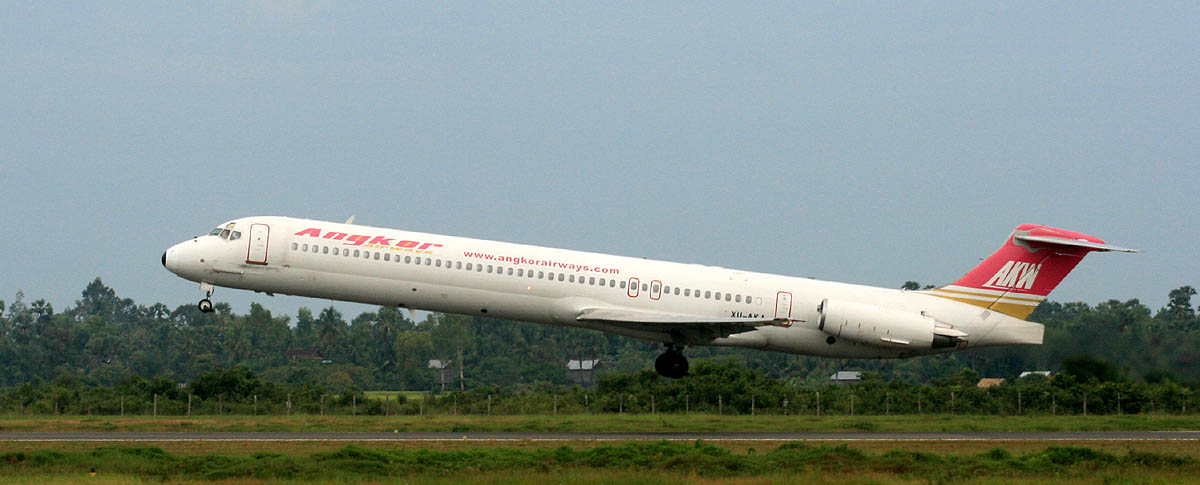
アンコール航空のMD-83

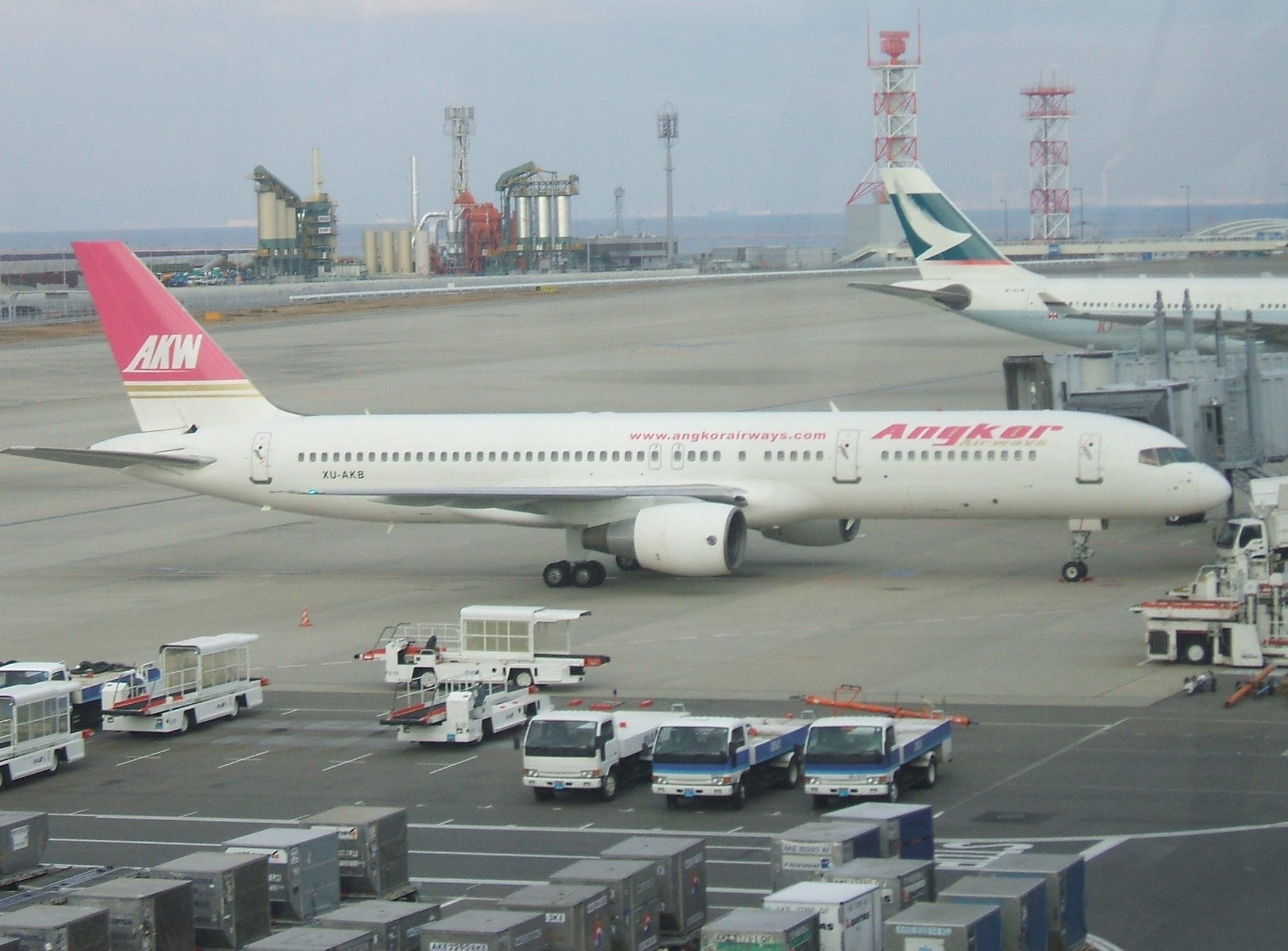
アンコール航空のボーイング757

アンコール航空（Angkor Airways, 呉哥航空）はかつて存在したカンボジアの航空会社。本社は、プノンペンにあるが実質の本社機能は台湾の台北にあった。日本へはチャーター便として中部空港、新潟空港などへの飛来実績がある。遠東航空と協力関係にあったが、2008年5月10日、全便の運航を停止した。

## コードデータ
- IATA航空会社コード：G6
- ICAO航空会社コード：AKW
- コールサイン：Angkor

## 概要
- 2004年設立
- 2005年1月　シェムリアップ - 台北間のチャーター便の運航開始。
- 2006年10月25日　プノンペン - 成都、運航開始。
- 2006年11月3日　新潟 - シェムリアップのチャーター便として日本初飛来。
- 2006年11月〜2007年3月　日本17都市にチャーター80便を運航。目標の90％には満たなかったが、約80％の搭乗率を達成。
- 2007年7月　日本地区総代理店として（株）AJCが設立される。
- 2007年7月11日　今年11月から、年間250本から335本のITCチャーターを実施すると発表。
- 2007年8月11日　熊本 - シェムリアップにチャーター便を運航（復路は8月15日）。カンボジアからの到着便には、観光大臣など関係者が搭乗。熊本県内にて交流をはかる。
- 2007年11月〜2008年3月　日本各地に昨年の40％増のチャーター便を計画し、110本を運航するが、3月21日日本発の便にて中止となる。（実質的な親会社である遠東航空との間で金銭トラブルがあった模様）
- 2008年4月15日　（株）AJCと契約解除。
- 2008年5月10日　国内線・国際線とも全便の運航を停止。

## 就航路線
- 国内線
  - プノンペン 〜 シェムリアップ
- 国際線
  - シェムリアップ 〜 台北 (チャーター便)

## 保有機材
- ボーイング757型機 1機(XU-AKB)
- マクドネル・ダグラスMD-83型機 1機(XU-AKA)